# 桑斯纳克-皮德富尔什
桑斯纳克-皮德富尔什（法語：Sencenac-Puy-de-Fourches，法語發音：[sɑ̃snak pɥi də fuʁʃ]）是法国多尔多涅省的一个旧市镇，位于该省中北部，属于农特龙区。桑斯纳克-皮德富尔什于1829年由原市镇桑斯纳克（Sencenac）和皮德富尔什（Puy-de-Fourches）合并而成。2019年，桑斯纳克-皮德富尔什与临近的5个市镇并入市镇佩里戈尔地区布朗托姆。

## 地理
桑斯纳克-皮德富尔什（45°18'26"N, 0°39'35"E）面积10.79 平方千米，位于法国新阿基坦大区多爾多涅省，该省份为法国西南部内陆省份，是法國本土面积第三大的省，大致对应佩里戈尔地区，北起顺时针与夏朗德省、上维埃纳省、科雷兹省、洛特省、洛特-加龙省、吉倫特省和滨海夏朗德省接壤。
与桑斯纳克-皮德富尔什接壤的市镇（或旧市镇、城区）包括：布朗托姆。
桑斯纳克-皮德富尔什的时区为UTC+01:00、UTC+02:00（夏令时）。

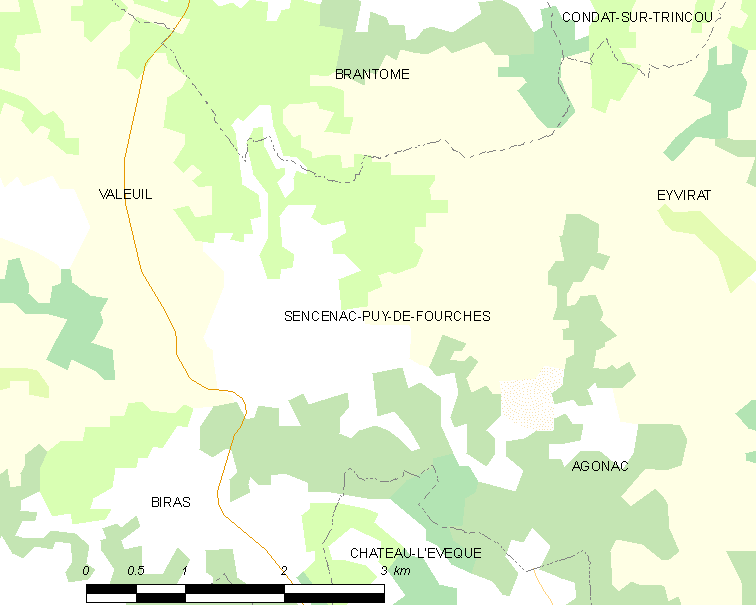
桑斯纳克-皮德富尔什的OSM定位图

## 行政
桑斯纳克-皮德富尔什的邮政编码为24310，INSEE市镇编码为24530。

## 政治
桑斯纳克-皮德富尔什所属的省级选区为佩里戈尔地区布朗托姆县。

## 交通
多尔多涅省省道D106线经过境内南部，D939线经过西部。

## 人口

1962-2008年间桑斯纳克-皮德富尔什人口变化图示

桑斯纳克-皮德富尔什于2018年1月1日时的人口数量为238人。